# مالاکیت چشمگیر
مالاکیت چشمگیر (نام علمی: Chlorolestes conspicuus) نام یک گونه از سرده مالاکیت‌ها است.